# USS Baltimore (SSN-704)
Za druga plovila z istim imenom glejte USS Baltimore.
USS Baltimore (SSN-704) je jedrska jurišna podmornica razreda los angeles.